# Вперёд (газета, Красноуфимск)
«Вперёд» — российская еженедельная газета таблоидного формата в г. Красноуфимске, Свердловской области. Официально зарегистрированное СМИ.
Газета выходит 2 раза в неделю: вторник и четверг.

## Историческая справка
1918 год, председатель Красноуфимского горисполкома И. С. Писцов предпринимает действия по выпуску первой советской газеты. 18 марта первый её номер увидел свет под заголовком «Советские известия».
Впоследствии газета реорганизовывалась и меняла названия: «Красноуфимские советские известия», «За правду», «Красный пахарь», «Ленинский путь», а с начала 60-х годов — «Вперед». Предполагается, что нынешнее издание работает как минимум с марта 1937 года.
1941 год. Газета «Ленинский путь» утверждена участницей ВСХВ по павильону печати.
1966 год. Заканчивает работу над повестью «Бабий век» газетчик Л. А. Александров. Редакция переходит на пятидневную рабочую неделю.
28 декабря 1969 года редакция впервые проводит лыжные соревнования на приз газеты. Рекордное количество участников — 460. С 1946 года ежегодно редакция проводит легкоатлетическую эстафету на призы газеты.
15 апреля 1970 года. Вручение Ленинских юбилейных медалей А. С. Пшенко, Г. И. Сабурову, В. Г. Гомзякову, А. С. Саркиевой, А. А. Можаеву.
Октябрь 1970 года. Профсоюзное собрание впервые утверждает условия соревнования творческих сотрудников редакции. Его первые победители — А. С. Саркиева, А. С. Пшенко, Г. И. Сабуров.
5 сентября 1987 года. Команда приняла участие в I спартакиаде журналистов Среднего Урала в Н-Тагиле. Фотокорреспондент С. М. Лещев занял III место в пулевой стрельбе.
На базе газеты развивалось городское юнкоровское движение. В 1996 году к газете «Вперед» создаётся молодёжное приложение «ЧГ» - «Чудесные годы». Первый номер приложения вышел в 1997 году. Вела занятия юнкоров, курировала выпуск приложения ответственный секретарь газеты Н. В. Алешина. От неё приняла эстафету бывшая юнкоровка Марина Терехина (Завьялова), которая успешно закончила журфак УрГУ и стала работать в редакции. Редакция была одним из организаторов фестиваля «МЫЖ» (мы — журналисты), на которые приезжали юные корреспонденты с юго-западного управленческого округа.
2001 году вышло первое рекламное приложение «Спрос. Спецпредложение».
2002 год — выпуск общих полос с редакциями газет Ачита «Наш путь» и «Артинские вести». В выпуске — социально значимые и политические новости Свердловской области, страны, мира, программа телевидения, сканворд, гороскоп, развлекательная информация
Главным редактором газеты с 2002 года является Наталья Викторовна Алешина, окончившая Уральский государственный университет по специальности «Журналистика».
В октябре 2017 года в фонд Красноуфимского краеведческого музея были переданы сувениры, брошюры, фотографии, дипломы, благодарственные письма — всего 35 предметов.

## Оценки газеты
Является одной из трех основных газет города, освещает политические события. Тематика часто связана с сельскохозяйственным производством и личным подворьем, также печатаются интервью с руководителями («интервью с главами, их заместителями и прочими руководителями», как говорят сами местные жители). Большинство журналистов города в своё время прошли школу в редакции газеты «Вперёд!». Существует точка зрения, что газета утрачивает свой передовой для Красноуфимска характер, а контент издания встречает негативную оценку аудитории.

## Награды[источникне указан 1441 день]
- 1999 год — Диплом победителя в областном конкурсе СМИ «Новое поколение на страницах и экранах». Почетная грамота по итогам областного конкурса молодёжных изданий «Малахитовая шкатулка», посвященного 400-летию города Верхотурья и 275-летию Екатеринбурга в номинации «самодеятельные издания: страница в газете» отмечается спецвыпуск газеты «Вперед» «Чудесные годы» за интенсивный творческий рост, интерес к молодёжной теме.
- 2000 год — Диплом V областного конкурса молодёжных СМИ «Портрет поколения» за I место в номинации лучшее самостоятельное издание для молодых спецвыпуск «Чудесные годы».
- В 2003 году редакции газеты Министерством культуры Свердловской области вручена «Благодарность» за активное участие в конкурсе СМИ на лучшее освещение национально-культурной политики на территории Свердловской области, участия в акциях IV областного фестиваля национальных культур народов Среднего Урала, пропаганду мира и согласия. За большой вклад в развитие журналистики на Среднем Урале, активную организационно-массовую работу с авторским активом, патриотическое воспитание подрастающего поколения и в связи с 85-летием со дня выхода первого номера газеты. Редакция газеты «Вперед» награждена Почетным дипломом губернатора Свердловской области 16 апреля 2003 года. В Красноуфимском Краеведческом музее прошла первая персональная выставка фотокорреспондента Сергея Лещева.
- 2004 год — Диплом IX областного конкурса молодёжных СМИ «Портрет поколения» в номинации «тематическая полоса».
- 2007 год — Диплом I степени XI областного конкурса молодёжных СМИ «Портрет поколения».
- 2008 год — Диплом I степени XII областного конкурса молодёжных СМИ «Портрет поколения» в номинации «линия тематических публикаций». В этом же году молодёжное приложение к газете «Вперед» «Чудесные годы» награждено почетной грамотой за второе место в творческом конкурсе детской и молодёжной прессы на VII областных сборах юных корреспондентов свердловской области по классу «Приложения и страницы» в номинации «Море информации».